# Khook
Khook (Engelse titel: Pig) is een Iraanse film uit 2018, geschreven en geregisseerd door Mani Haghighi.

## Verhaal
Hassan is gefrustreerd en razend. Hij staat op de zwarte lijst als filmregisseur zodat hij al jaren geen film meer kan maken. En nu zal de actrice die hij een ster maakte en op wie hij verliefd is, een film maken met een andere regisseur. Zijn huwelijk stelt niet veel meer voor en zijn dochter staat op het punt hun band te verbreken. Terwijl in de omstreken van Teheran filmmakers worden vermoord, wordt hij gewoon genegeerd. Door enkele ongelukkige misverstanden wordt hij zelf de hoofdverdachte van de moorden.

## Rolverdeling
| Acteur           | Personage                   |
| ---------------- | --------------------------- |
| Hassan Majuni    | Hassan Kasmai, de regisseur |
| Leila Hatami     | Shiva Mahajer, de actrice   |
| Leili Rashidi    | Goli, de vrouw              |
| Parinaz Izadayar | Annie, de stalker           |

## Release
Khook ging op 21 februari 2018 in première op het internationaal filmfestival van Berlijn in de competitie voor de Gouden Beer.